# Fernando Marcos González
Fernando Marcos González (Ciudad de México, 1913 - ibidem, 2000), conocido como Fernando Marcos, fue un futbolista, árbitro, entrenador, periodista deportivo de fútbol mexicano en radio y televisión. En sus primeros años, fue maestro normalista, e inicialmente estudió derecho, además del hecho de que llegó a crear documentales de cine y fue productor ejecutivo de varias películas mexicanas, todas dirigidas por Emilio "El Indio" Fernández.

## Carrera deportiva
Surgido de una familia de clase trabajadora y descendiente de españoles, Marcos jugó fútbol y béisbol desde muy joven, trabajando al mismo tiempo como cobrador de camiones y mozo de cantina, además de estudiar leyes. Se decidió profesionalmente por el fútbol, y militó desde los trece años en el club Germania FV de la segunda división. Pasó a la liga mayor jugando para el Club España desde 1930, con el que llegó a ser campeón en las temporadas 1933-1934 y 1935-1936. Se registró en el Club Asturias en 1936.

### Selección Mexicana de Fútbol
Seleccionado para el equipo nacional, participó como jugador en las eliminatorias para la Copa Mundial de Fútbol de 1934, que tuvo su sede en Italia. Se convirtió en árbitro en 1937 y presidió la Asociación Mexicana de Árbitros de Fútbol. Entrenó sucesivamente a partir de 1948 a los clubes Asturias, Necaxa, Toluca, Marte y América. Fue director técnico de la Selección Mexicana en 1959.

## Carrera periodística
Retirado como jugador, Fernando Marcos trabajó como economista y abogado. Comenzó a narrar partidos de fútbol por radio desde 1939, y desde 1962 comenzó a hacer lo propio a través de la televisión en Telesistema Mexicanos, hoy Televisa. Cubrió varias copas mundiales de fútbol y varias olimpiadas. Fue corresponsal y colaborador de numerosos medios de comunicación. En las décadas de los 40 y 50, produjo varios cortometrajes para los noticieros de salas de cine (participó, al lado de Jomí García Ascot, Fernando Gou y Walter Reuter, en el noticiero cinematográfico semanal Tele Revista, producido por Carlos Velo y Manuel Barbachano Ponce). Fue comentarista deportivo para la cadena TV Azteca en la década de 1990.
Fue autor, en 1980, del libro Mi amante, el futbol.
Se le atribuye frecuentemente la paternidad del concepto de los juegos entre los clubes América y Deportivo Guadalajara como partidos clásicos del fútbol mexicano, ya que, siendo entrenador del América, ganó tres partidos consecutivos a equipos de Guadalajara (Oro, Atlas y Guadalajara) por marcador de 2-0 en las tres ocasiones, por lo que declaró que "la nueva forma de marcar por teléfono a Guadalajara era dos-cero, dos-cero, dos-cero", con lo que despertó la antipatía de la gente de Guadalajara y creó así la rivalidad más importante del fútbol mexicano.[cita requerida]
Acostumbraba despedir sus comentarios con una conclusión editorial "en cuatro palabras". Frases célebres en su locución deportiva: "El último minuto también tiene sesenta segundos." y "Bueno, eso digo yo, pero usted ¿qué opina?"
Fue titular del programa radiofónico Fórmula Deportiva al lado de Ángel Fernández, Jacobo Morett, el nuevo talento de Gerardo Mendoza y Jorge de la Serna en el primer espacio polémico dedicado al deporte. Fue un colaborador regular de la revista Tele Guía, así como del programa radiofónico de la misma publicación, en la cual compartió la mesa con Rafael Martínez, Carlos León, Paco Fernández, Martha Susana, Shanik Berman, Vicente Vila y otros líderes del mundo del espectáculo de los setenta.